# Seignosse
Seignosse is een gemeente in het Franse departement Landes (regio Nouvelle-Aquitaine). De plaats maakt deel uit van het arrondissement Dax. Seignosse telde op 1 januari 2022 3.914 inwoners.

## Geografie
De oppervlakte van Seignosse bedroeg op 1 januari 2022 35,09 vierkante kilometer; de bevolkingsdichtheid was toen 111,5 inwoners per km².

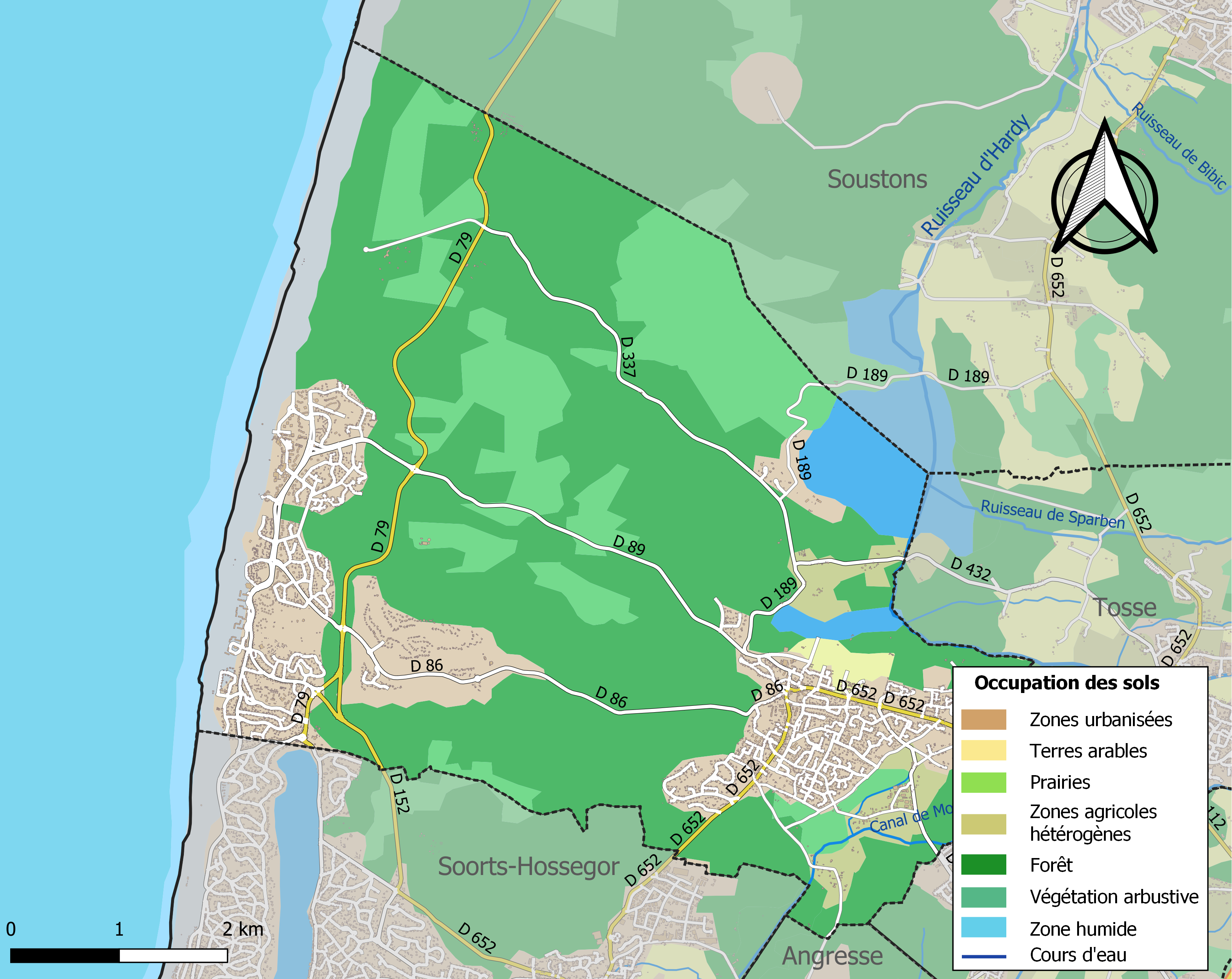
Kaart van de gemeente met de belangrijkste infrastructuur, bodemgebruik en omliggende gemeenten

## Demografie
Onderstaande figuur toont het verloop van het inwonertal (bron: INSEE-tellingen).